# Kotbach
Kotbach är ett vattendrag i Österrike, på gränsen till Tyskland. Det ligger i den västra delen av landet, 400 km väster om huvudstaden Wien.
I omgivningarna runt Kotbach växer i huvudsak blandskog. Runt Kotbach är det ganska tätbefolkat, med 93 invånare per kvadratkilometer.